# Узарашвили, Иона Нарикович
Иона Нарикович Узарашвили (1907 — неизвестно) — участник Великой Отечественной войны, председатель колхоза имени Махарадзе Гальского района Абхазская АССР, Грузинская ССР. Герой Социалистического Труда (21.02.1948).

## Биография
Родился в 1907 году в селе Махур Сухумского округа Кутаисской губернии (в советский период — Гальского района Абхазской АССР), ныне — село Махур Ткварчельского района Абхазии. Грузин.
Активный участник Великой Отечественной войны. Награждён орденом Отечественной войны II степени (11.03.1985) и многими медалями.
После Великой Отечественной войны, во второй половине 1940-х годов И. Н. Узарашвили возглавлял местный колхоз имени Махарадзе Гальского района, который по итогам работы в 1947 году получил урожай кукурузы 71,2 центнера с гектара на площади 15 гектаров.
Указом Президиума Верховного Совета СССР от 21 февраля 1948 года за получение высоких урожаев кукурузы и пшеницы в 1947 году Узарашвили Иона Нариковичу присвоено звание Героя Социалистического Труда с вручением ордена Ленина и золотой медали «Серп и Молот».
Этим же указом высокого звания были удостоены ещё четыре кукурузовода колхоза имени Махарадзе бригадир Кала Кегуцаевич Дзигуа, Терентий Надаевич Квиртия, звеньевые Романоз Максимович Гаделия и Николай Гуджуевич Милорава.
В последующие годы труженики колхоза, возглавляемого председателем И. Н. Узарашвили, продолжали получать высокие урожаи кукурузы и зелёного чайного листа.
Неоднократный участник Выставки достижений народного хозяйства (ВДНХ).
Персональный пенсионер союзного значения. Проживал в родном селе Мухури Гальского района Абхазская АССР, Грузинская ССР. Дата его кончины не установлена.

## Награды
- Золотая медаль «Серп и Молот» (21.02.1948)
- Орден Ленина (21.02.1948)
- Орден Отечественной войны II степени (11.03.1985)[2]
- Медаль «За оборону Кавказа»
- Медаль «За боевые заслуги»  (11.06.1946)[3]
- Медаль «В ознаменование 100-летия со дня рождения Владимира Ильича Ленина» (6 апреля 1970)
- Медаль «За доблестный труд»
- Медаль «За победу над Германией в Великой Отечественной войне 1941—1945 гг.» (9 мая 1945[4])
- Юбилейная медаль «Двадцать лет Победы в Великой Отечественной войне 1941—1945 гг.» (7 мая 1965[5])
- Юбилейная медаль «Тридцать лет Победы в Великой Отечественной войне 1941—1945 гг.»[6]
- Медаль «Сорок лет Победы в Великой Отечественной войне 1941-1945 гг.»[7]

- Медаль «Ветеран труда»
- Медаль «30 лет Советской Армии и Флота»[8]
- Юбилейная медаль «40 лет Вооружённых Сил СССР»[9]
- Юбилейная медаль «50 лет Вооружённых Сил СССР» (26 декабря 1967[10])

- Знак МО СССР «25 лет Победы в Великой Отечественной войне» (24 апреля 1970)

## Память
- Его имя увековечено в Главном Храме Вооружённых сил России, и навсегда запечатлено на мемориале «Дорога памяти»